# Distretto di Gweru
Il distretto di Gweru è uno degli 8 distretti che compongono la provincia delle Midland, in Zimbabwe. Confina con i distretti di: Shurugwi, Chirumhanzu, Insiza, Budi, Nyaki e Kwekwe.
Ha una popolazione di 231.675 abitanti.

## Origini
Il distretto di Gweru prende il nome dal fiume Gweru che passa per l'omonimo capoluogo, Gweru.
Il nome Gweru ha origini dalla distorsione della parola gwelu, che è a sua volta la storpiatura della parola Ndebele Ikwelo. La parola probabilmente non si riferiva a un luogo preciso ma a un luogo generico lungo le sponde del fiume in questione scrive il colonnello Carbutt, della Rhodesia Meridionale